# Totes Feuerbett
Das Tote Feuerbett ist eine Maßnahme, um den Problemen bei der Feuerung mit Braunkohle oder anderer minderwertiger Kohle auf Dampflokomotiven zu begegnen.
Beim Verbrennen zerfällt diese Kohle zu früh. Es fallen noch glühende Kohlestücke in den Aschkasten und verbrennen dort vollständig. Die fehlende Wärme führt zu Dampfmangel. Die heruntergefallene Kohle beschädigt den Aschkasten durch Ausglühen oder Verziehen. Für ein totes Feuerbett wird auf dem Rost der Feuerbüchse eine Schicht kleinerer Steine aufgebracht (Gleisschotter, zerkleinerte Ziegel, Steinkohlenschlacke o. Ä.). Darauf wird das Feuer entfacht. Die glühenden Kohlestücke werden so lange von den Steinen zurückgehalten, bis sie vollständig ausgebrannt sind. Erst als Ascheteilchen fallen sie danach in den Aschkasten. So bleibt die Leistungsfähigkeit des Kessels bei schlechter Kohle erhalten, und Schäden an der Dampflokomotive werden vermieden.